# Tomačevica
Tomačevica je naselje v Občini Komen.